# Pietro Raimondi
Pietro Raimondi (Roma, 20 dicembre 1786 – Roma, 30 ottobre 1853) è stato un compositore italiano.

## Biografia
Figlio di genitori poveri, Vincenzo Raimondi e Caterina Malacari, nel 1797 rimase orfano del padre e dopo un anno la madre passò a seconde nozze trasferendosi a Genova: il giovane rimase sotto tutela di una zia amorevole che si prese cura di lui - dapprima indirizzandolo allo stato ecclesiastico, verso il quale il giovane non dimostrò vocazione, poiché già attratto dalle arti musicali e quindi introducendolo al Conservatorio della Pietà dei Turchini a Napoli, ove studiò con dedizione canto e accompagnamento dei partimenti col Labarbera, mentre nel contrappunto e nella composizione ebbe come maestro Giacomo Tritto, discepolo di Leo e Sala. Allo stesso periodo (secondo l'autografo dello stesso compositore, che la data al 12 maggio 1805) appartiene una breve Sinfonia a piena orchestra. Ritrovatosi in condizioni economiche disastrose a causa del trasferimento della zia a Firenze, la quale non poté più aiutarlo economicamente, si narra che il suo ritorno a Roma da Napoli avvenne a piedi.
Accolto dal fratello del padre defunto, anch'egli in difficoltà economiche, fu indirizzato nuovamente alla zia a Firenze, dove ebbe problemi di salute finendo ricoverato all'Ospedale di Santa Maria Novella. Ripresosi rapidamente grazie alla sua robusta costituzione decise infine di trasferirsi a Genova dalla madre - nonostante ben poco abbia fatto per lui - ed in quest'ultima città iniziò come maestro, insegnante e compositore; fu qui che rappresentò per la prima volta l'opera buffa La Bizzarria d'amore (1808). Il favore ottenuto da quest'ultima lo indusse a trattenersi a Genova, ove rimase sino al 1810, e gli valse la commissione di altre due opere: Ero e Leandro (1809) e La forza dell'immaginazione (1810), inscenate come la precedente al Teatro Sant'Agostino. La sua collaborazione con questa città è affidata anche ad una rappresentazione de L'Amor coniugale di Johann Simon Mayr, ove introdusse una nuova versione dell'aria L'oro ha un colore, e a una di L'Oro non compra amore di Marcos António Portugal, riguardo l'aria È l'uomo un can barbone.
Il successo ottenuto a Genova gli valse la commissione di un'opera proprio a Firenze, dove si rappresentò con successo Eloisa Werner alla Pergola nell'autunno del 1810. Al San Carlo di Napoli, il massimo teatro italiano dell’epoca, il 15 agosto 1811 presentò la cantata L’oracolo di Delfo, su libretto di Saverio Scrofani, ma con scarsa fortuna. Viaggiò per diversi anni tra Roma e Napoli, per mettere in scena le sue opere. Nel 1814 eseguì, per le esequie di Carolina d'Austria, il Requiem di Mozart introducendovi un Libera me di propria composizione.
Dal maggio 1816 al settembre 1820 (altre fonti riferiscono dal 1816 al 1823) fu maestro di cappella al Duomo di Acireale, dove si cominciò ad affermare la sua fama di abile contrappuntista; di una Messa di Requiem, che si scrive l'abbia impegnato per due anni, con alcune sezioni a venti parti reali accennò la Allgemeine musikalische Zeitung (14 aprile 1819, n. 15, col. 249). Non si hanno molte notizie di questo periodo ad Acireale, dove produsse soprattutto musica religiosa (Messe, Vespri) e l'oratorio Il trionfo di Gedeone, composto nel 1819. Fu il nobiluomo Paolo Leonardi Pennisi, violinista dilettante, ad invitare Raimondi ad Acireale, dove percepì uno stipendio annuo di 36 onze.
Tornato a Napoli, Raimondi ebbe una seconda occasione al San Carlo, ma nel marzo 1820 il suo oratorio Ciro in Babilonia, soccombette al confronto col Mosè in Egitto di Gioachino Rossini, replicato negli stessi giorni. Stando a un viaggiatore inglese, John Waldie, «Ciro in Babilonia [...] was dull and different far from the magnificent combinations in the music of Mosè in Egitto [...] The end was so flat that the composer was not called for, and the opera hissed...» (The Journal of John Waldie, 19 marzo 1820). Tuttavia Rossini fece eseguire la sua Messa di Gloria, avvalendosi della collaborazione proprio di Raimondi per la fuga conclusiva (Cum Sancto spiritu).
Chiamato alla Scala di Milano nel 1823, Le finte Amazzoni non diedero esito positivo e dopo quattro rappresentazioni l'opera - di cui abbiamo giudizi contrastanti - fu ritirata; l'anno successivo tuttavia vi presentò anche Amina ovvero L'innocenza perseguitata. Ben altra considerazione raccolsero nella stessa città un suo Requiem e uno Stabat Mater. Nel 1824 ebbe la nomina di direttore dei RR. teatri di Napoli e l'anno dopo successe al Tritto nel posto di maestro di composizione al R. Collegio di musica della stessa città. In questo periodo Vincenzo Bellini prese da lui alcune lezioni, benché i rapporti tra i due in seguito non furono armoniosi: Raimondi sarebbe stato responsabile di alterazioni e tagli alla partitura del Il Pirata, rappresentato per la prima volta a Napoli il 30 maggio 1828 (suscitando lo sdegno dell’autore; cfr. le lettere di Bellini a Francesco Florimo del 7 e 21 giugno 1828), e già due anni prima avrebbe mosso pesanti critiche circa la condotta armonica di alcuni passi di Bianca e Fernando. Ciò non tolse il fatto che, dopo la prematura scomparsa del catanese, Raimondi componesse un Requiem in suo onore nell'ottobre 1835, ed in seguito ne dirigesse le opere a Napoli e Palermo, erigendone anche un appassionato omaggio in un suo ampio ed articolato articolo pubblicato nel 1840 (Riflessioni sopra la scienza musicale del passato e del presente secolo, del Maestro Pietro Raimondi).
Nel 1831 al Teatro Nuovo va in scena, con enorme successo, Il Ventaglio, considerata generalmente la sua opera migliore: il libretto, che prevedeva alcune parti in dialetto napoletano, fu fatto tradurre in italiano su richiesta del Re per consentirne l'esecuzione in tutti i teatri italiani ed esteri. "Raimondi avea sortito da natura un carattere pieno di brio e di spontaneità, e lo seppe trasfondere meravigliosamente nelle sue opere buffe, genere di composizione in cui riusciva meglio che in ogni altro. Nelle opere Il fanatico deluso e Lo sposo agitato egli diede non dubbie prove di questa specialità del suo ingegno; ma suo capolavoro è Il ventaglio, soggetto tratto dalla nota commedia di Goldoni eseguito al teatro Nuovo di Napoli il 19 aprile del 1831 ed in seguito su tutte le scene d'Italia con ottima riuscita. Quest opera leggiadra contiene pezzi di squisita fattura, ed è particolarmente tenuto come componimento di primo ordine un terzetto di sorprendente effetto comico." (cit. Oscar Chilesotti "I nostri maestri del passato", 1882, pp.375-376) Per le riprese del gennaio 1887, sempre al Teatro Nuovo, così osservava il corrispondente della Gazzetta musicale di Milano: "Ho assistito - poche sere fa - alla rappresentazione del Ventaglio, già ripetuto tante sere con pieno successo, grazie - oltre che ai pregi indiscutibili della bella e deliziosa musica del Raimondi - alla valentia anche degli esecutori, quali la Fabbri, la Piccone, il Larizza, il Casaccia ecc. - Pare a me che l'illustre Florimo siasi ingannato a partito allorché dichiarava Pietro Raimondi un gran maestro di artificiose astruserie ed affermava che la scuola di Leonardo Leo sia quasi estinta. Il Raimondi, discepolo di Giacomo Tritto e seguace dell'apostata Leo, se fosse oggi tra' vivi e assistesse alla rappresentazione del suo Ventaglio, avrebbe dal nostro pubblico quelle feste che son dovute solo ai maestri di fama immortale. Il Florimo non avrebbe dovuto fermarsi all'esame delle fughe a molte voci dissimili nel modo con soggetti e controsoggetti, note e contronote e via discorrendo." In favore de Il Ventaglio, che assurge a paradigma di drammaturgia comica, si esprime Nicola D'Arienzo, che lo definisce opera geniale e ricorda che Richard Wagner, in visita a Napoli, in sua presenza aveva lodato Raimondi, "maestro tra' più celebrati di contrappunto". (La musica in Napoli in Napoli d'oggi, Napoli 1900, p.218)
Su incarico del Re (2 giugno 1833, con stipendio annuo di 3825 franchi) divenne professore di contrappunto al Conservatorio del Buon Pastore e direttore del teatro Carolino di Palermo, ma è noto che nel 1836, in seguito alla morte di Antonín Reicha, fece domanda alla cattedra di armonia e contrappunto del Conservatorio di Parigi. Un ritardo postale, come si deduce dalla lettera del 8 agosto inviatagli da un dispiaciuto Luigi Cherubini, impedì la sua eventuale candidatura. Il mese d'Aprile dello stesso anno erano state eseguite nella Chiesa dei Gesuiti di Palermo due sue grandi Messe a due orchestre con otto parti reali, precedute da altrettante Sinfonie da eseguirsi in contemporanea: fu il primo lavoro in cui Raimondi sperimentò questa pratica, suggellata in seguito nel Triplo Oratorio. "Il tentò e il condusse a fine l'insigne maestro, e il pubblico, ei più esperti di quest'arte incantevole furono siffattamente sorpresi che parea loro di sognare più presto, che di essere presenti alla esecuzione di una messa, ove l'arte, la novità, e il gusto a vicenda primeggiano. Precede a questa messa una gran sinfonia, la quale viene eseguita da due separate orchestre, l'una dopo l'altra; la prima è di un genere dignitoso, e starei per dire di essere un canto; la seconda un agitato; tutte e due poi riunite formano una gran sinfonia piena di nobile e sacro effetto." (cit. Ottavio lo Bianco: "Alcune prose", 1840, pp.202-203)
Raimondì è ritenuto tuttora figura chiave del Conservatorio palermitano, nel terzo e quarto decennio dei secolo XIX e anche oltre, se si considera l'enorme influenza dei suoi insegnamenti per oltre un secolo, approfondendo nel ventennio di permanenza a Palermo la "scienza" dei contrappunto, come egli stesso la definiva, praticandola da teorico innovatore, compositore e didatta. In quegli anni compone più musiche sacre polifoniche che melodrammi di successo, sfidando le convenzioni e le aspettative del mercato musicale dell'epoca, ma soprattutto concepisce geniali e avveniristiche teorie "di scientifica composizione musicale", che prevedono la simultaneità di solisti, cori e orchestre in differenti tonalità, segnature di tempo e tempi metronomici. La solidissima formazione contrappuntistica della scuola di Raimondi lascerà un segno indelebile, formando una generazione di musicisti sui quali spicca indubbiamente il suo allievo prediletto Pietro Platania, divenutone successore dopo diversi anni. In una lettera pubblica del 1844 indirizzata a Placido Mandanici - suo allievo che gli dedicò un breve Quartetto per archi pubblicato nel 1836 dall'editore Lucca - sulla Gazzetta musicale di Milano Raimondi ben descrive la soddisfazione sull'andamento dei propri allievi e delle loro capacità a Palermo. La sua eredità era ritenuta tale da ispirare a Francesco Paolo Frontini, allievo dello stesso Platania in questo conservatorio, un Preludio funebre per orchestra in memoria di Raimondi.
Nel 1837 Basili, nel lasciare vacante il suo posto a Milano, invitò proprio Raimondi a sostituirlo, ma anche stavolta la sua candidatura non ebbe buon esito.
Il 27 giugno 1838, Gaetano Donizetti,che aveva studiato assiduamente le composizioni di Raimondi, gli scrisse da Napoli una lettera (in francese), definendolo riverentemente "Maestro dei Maestri", lamentandosi per il fatto che quest'ultimo prese le posizioni di un musicista (non identificabile) che mostrò in più occasioni ostilità per il compositore bergamasco. Non sono chiare le dinamiche e circostanze, ma in quel periodo il suo Poliuto era stato vietato dalla censura borbonica, comunemente a una coeva opera seria dello stesso Raimondi, il Raffaello Sanzio da Urbino.
Pur diradando gradualmente la produzione teatrale in favore di quella sacra e contrappuntistica - ove trovò l'incondizionata ammirazione di Giovanni Pacini, il quale ne diede un approfondito parere estetico - a Raimondi non mancarono soddisfazioni anche a Palermo, come testimonia il favore ottenuti nel 1842 da Francesca Donato e l'oratorio Il Giudizio Universale, ma il suo desiderio di trovare un luogo artisticamente meno isolato si evidenzia anche in un'ulteriore tentativo di candidatura lo stesso anno alla Cappella di Dresda, a quel tempo in ristrettezze economiche; nella stessa città arrivò una copia de Il Ventaglio, ma a causa della carenza di cantanti buffi in questa città sembra non fosse possibile rappresentarla.
Nel 1847 l'Accademia romana di Santa Cecilia commissionò a Raimondi - insieme a Basily e Mercadante - alcune composizioni sacre: videro così luce i tre salmi Dixit, Laudate e Nisi.
Nel novembre 1849, Pierre-Joseph-Guillaume Zimmermann, professore di contrappunto al Conservatorio di Parigi (col quale evidentemente Raimondi manteneva contatti sin dai tempi di Cherubini), inviò in omaggio a Raimondi il proprio Requiem Eroico, rammaricandosi di aver trovato molti errori di stampa sulle fughe inviate precedentemente dal compositore romano.
Il 12 dicembre 1852 succedette al Basili nel posto di maestro di cappella di S. Pietro in Roma: per tale occasione Raimondi preparò una Messa, un Dixit, un Beatus vir ed un Inno a San Pietro. L'estate dello stesso anno, al Teatro Argentina, era stata eseguita la sua opera più imponente, l'oratorio Giuseppe, composta in nove mesi nel 1847-48, il quale consisteva in realtà di tre lavori separati da eseguirsi prima singolarmente, poi contemporaneamente. Sull'autografo Raimondi specifica chiaramente: "Volendosi leggere le tre Opere unite conviene mettere i tre libri l'uno in fila all'altro per il lato/lungo combinandosi tutti i numeri delle pagine". L'esecuzione separata dei tre oratori fu affidata ad Andrea Salesi (Putifar), Settimio Battaglia (Giuseppe) ed Eugenio Terziani (Giacobbe), mentre in quella simultanea essi furono coadiuvati dallo stesso Raimondi. Occorsero in tutto 430 esecutori, fra orchestrali e coristi. Scrisse il Florimo: "L'esecuzione simultanea di tutti e tre diretta dall'autore ebbe grandissimo successo, ed immensi furono gli applausi tributatigli da un pubblico divenuto entusiasta più per sorpresa che per diletto, dimostrando riverenza ed ammirazione senza limiti per sì gran concepimento. Nell'unione di questi tre drammi biblici, che formano il triplo oratorio, si ammira la maestria della disposizione, l'eleganza delle forme, l'armonico risalto delle gradazioni, e quel misto di dottrina e di gusto, per quanto lo comporta l'indole del componimento, in che si comprende la gran conoscenza dell'arte. Sforzo sì inaudito e lavoro di tanto polso e di tanta pazienza non era stato per l'addietro mai da altri tentato. Pur nondimeno considerato dalla parte estetica, nulla offre di vantaggioso per l'incremento e progresso dell'arte; perocchè il sommo artifizio che forzosamente deve adoperarsi in tal genere di composizione, fa sparire quel bello e quel semplice del canto che ci commuove nelle opere musicali, oltrechè affoga le ispirazioni. Però la presente generazione e le future, vogliamo sperarlo, renderanno omaggio al Raimondi, che ha saputo e potuto concepire e portare a compimento una sì gigantesca intrapresa."
Della prima esecuzione romana del 1852 abbiamo il resoconto entusiasta di Adelaide Tosi; ripreso postumo, nel 1857 a Firenze (Palazzo Vecchio) in presenza di Papa Pio IX, assai meno caldamente ne parlò in due diversi articoli della Gazzetta Musicale di Napoli un anonimo recensore autodefinitosi "Un vecchio collaboratore del Pirata".
L'esecuzione del Triplo Oratorio ebbe una certa risonanza internazionale (si leggano anche le righe di François-Joseph Fétis, che in passato ebbe parole più critiche verso Raimondi), tanto che nell'estate del 1853 Franz Liszt, il quale definì il Raimondi "maestro dei maestri nell'arte del contrappunto", si disse disponibile ad eseguirlo in Germania: ma la morte di Raimondi pochi mesi dopo ne impedì il progetto. Il poeta e librettista Giovanni Rufili dedicò a Raimondi, speranzoso che lo musicasse, il libretto del suo dramma semiserio La Maschera.
Stilisticamente legato alla scuola napoletana, Raimondi ebbe dalla sua una preparazione musicale talmente superiore a quella di quasi tutti i suoi contemporanei, che sovente gli impedì di cadere nella sciatteria armonica e melodica di tanti autori dell'epoca. Alcune sue pagine sono indubbiamente belle, ma il troppo rispetto per i canoni musicali fino ad allora in uso finì per limitare l'interesse del pubblico e della critica nei confronti dei suoi lavori, sia teatrali che sacri. Si tratta dunque di un musicista per formazione artistica erede del vecchio stile napoletano, radicato nella realtà ufficiale e accademica sia dei conservatori che dei teatri della capitale partenopea, con un percorso musicale che attraversa diversi generi e subisce molteplici influenze, tra cui quelle di Rossini e Bellini, per ciò che riguarda l'orchestrazione e l'ispirazione melodica. Raimondi, afferma infatti Florimo, "... quantunque vivesse contemporaneo di Rossini pure non restò interamente dimenticato. Sebbene la sua musica non fosse tale da sorprendere o da produrre meravigliosi effetti drammatici, perché poco vi brilla la fantasia, pure il suo nome si aggiunse alla lista dei compositori illustri nell'arte dei suoni per la dottrina del contrappunto e per le teorie di scuola, pregi che in grado eminente egli possedeva."
Interessante il raffronto di Ottavio Lo Bianco (1839) tra Rossini e Raimondi: "E a dare compiutamente l'idea precisa del valore del nostro artista, credo esser cosa essenzialmente necessaria definire in che consista il vero carattere costitutivo della sua musica. Scriveva egli musica buffa mentre il genio del Rossini si preparava a maravigliare il mondo. Quel prepotente ingegno del Pesarese seppe anche nel buffo imprimere un carattere sì nobile, e sì ridondante d'immagini e di felici ispirazioni, da dare nella musica sua quel carattere imponente, che ad una volta alletta e sorprende. Il nostro Raimondi avendo sortito da natura un cuore tutto brio, tutto domestica spontaneità trasfuse nella sua musica buffa tutto il semplice, tutto il brio dell'animo suo, e mentre l'uno con i voli del sublime suo ingegno scuoteva i ceppi in che era cattivata la musica di allora, l'altro giovandosi del comico e della semplicità di quei maestri che lo aveano preceduto, e massime del Fioravanti, seppe dare alla musica sua un carattere di originale, di semplice e di efficacissimo." E ancora: "Prova del carattere tutto proprio che mostra nelle opere buffe Raimondi, siano tutte le opere che ha prodotto di genere buffo, e più determinatamente Il Ventaglio. Se esse non sono state dal pubblico confuse colla moltitudine delle rossiniane imitazioni si dee al carattere particolare che le distingue. Non ti sorprenderanno come le opere del pesarese, ma ti saranno care e per la semplicità, e per la dimestichezza di cui si adornano, e perchè ti tolgono a quel sentimento di uniformità delle altre opere condotte sulle maniere di Rossini."
Inoltre, a proposito delle opere serie di Raimondi: "Ma non per questo il nostro compositore avrà scritto musica seria drammatica priva di effetto. Che anzi all'opposito egli si è veduto colmare di lodi a Milano, a Firenze, a Roma, e in Napoli scrivendo delle opere serie. Ma dovendo essere giusto apprezzatore del merito, si è per me voluto dir tanto della musica sacra e della buffa di lui perchè veramente in questi due generi ha da una parte un carattere suo, e nel sacro poi un'eccellenza che sta sola sinora. Che se nelle opere serie egli adopera tant'arte da recar maraviglia agli artisti i più provetti, egli però talvolta abbandonandosi al proprio genio vi frammette qualche frase, qualche concetto, e un non so che di brillante troppo nella istrumentazione, che son degni anzi del socco che del coturno. Ed in questo consiste essenzialmente la differenza che vi ha tra l'eccellenza della musica buffa alla seria del valoroso compositore."
Che la figura un po' particolare e isolata di Raimondi facesse discutere gli studiosi dimostra anche un confronto tra P. Guarino, deciso detrattore del compositore romano oltreché di Luigi Cherubini ("Ora intanto una osservazione sola: Pietro Raimondi l'ho veduto comparire a più riprese nella prima parte del vostro lavoro accanto a Bellini, a Donizetti, a Rossini. A me pare che l'ingegno scolastico mal potesse spiccare il volo pei cieli sereni della creazione: cadrebbe impastojandosi nelle regole. Cherubini fa un buon trattato di contrappunto, ma quando tenta le sinfonie o le opere commette dei delitti. Così Raimondi, o quasi. Il lavoro di questi è alchimia di note, non getto di genio."), e Giovanni Bovio, a proposito di un articolo su Gaetano Donizetti a cura di quest'ultimo ("Pietro Raimondi, senza essere genio, scrisse Il Ventaglio, e nol sapete accoppiare al Cherubini, senza aggiungere voi stesso un quasi."). Chiosa infine Guarino, soffermandosi sul Triplo Oratorio: "Pietro Raimondi quindi non è un genio. E allora uno sforzo, sia pure riuscito, non può cambiare innanzi alla critica la qualità sua d'artista. C'è il Ventaglio, ma pure ci sono i suoi tre celebri Oratorii in uno, tentativo meraviglioso nell'arte, spavento per gli artisti. Immaginarsi che un oratorio si esegue isolatamente, poi un altro, poi un altro, e poi tutti e tre uniti, e vanno. L'artista, scrivendoli, ve lo figurate che sforzo di mente abbia dovuto fare? Badando all'uno, doveva comprimere il pensiero, sottoporlo alle leggi che oramai gli venivano dal lavoro iniziato nell'altro. Nelle combinazioni armoniche, nella disposizione delle parti egli non poteva agire più da libero; bene o male la nota di canto doveva essere ricavata da questo, e non più da quell'accordo; e in tale tirannia l'ispirazione diventava travaglio affannoso di mente che elucubra. È meraviglia, sicuro, quell'oratorio nell'arte, perchè testimonia di che possa essere capace un ingegno; ma è creazione, lavoro per cui possa andarne lieto il genio?"
Grossomodo sulla stessa linea d'onda sono alcune considerazioni di Franz Liszt: "Che ciclopi e allo stesso tempo che opera di formica. La capacità della mente umana di creare cose del genere non può essere ammirata abbastanza. Di fronte a creazioni così sorprendenti ci si trova di fronte alle sfere d'avorio dell'industria cinese, che sono finemente e leggermente tagliate come un reticolo, ma contengono altre sei sfere libere e rotanti, tutte lavorate una dopo l'altra attraverso questo reticolo fino a formare un unico solido blocco d'avorio. Ma Raimondi non ebbe certamente l'idea di inventare motivi drammatici per caratterizzare i suoi personaggi in modo toccante, così come l'incisore cinese non pensò di intagliare figure e ricercare l'espressione spirituale nel loro aspetto; trovò sufficiente soddisfazione nella simmetria e nella regolarità dei suoi arabeschi."
Riguardo al suo stile sacro, infine, si veda l'interessante nota a cura di Damien Colas, Michele Girardi e Pierluigi Petrobelli.

## Opere

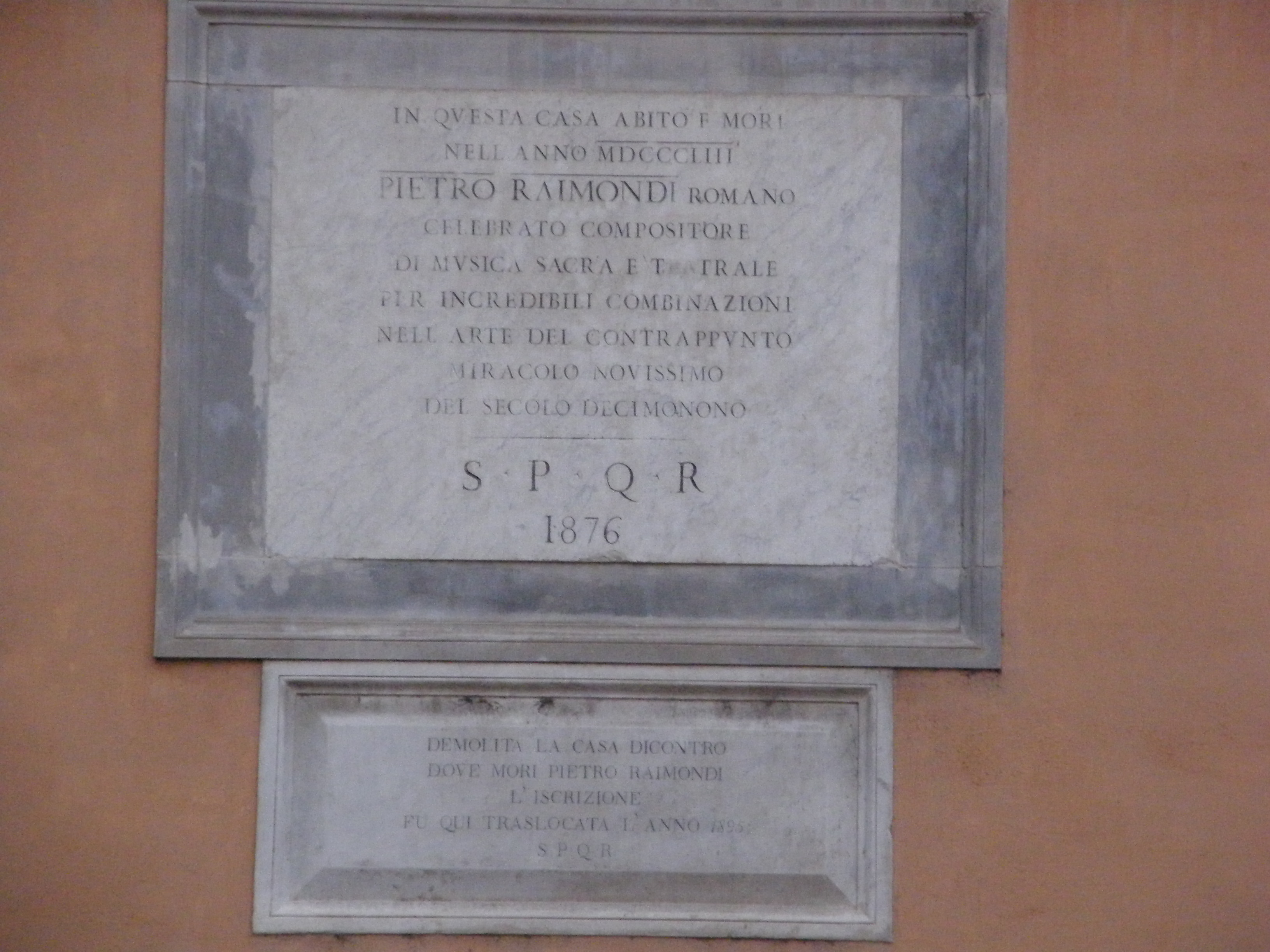
Targa dedicata a Pietro Raimondi in Piazza dell'Oratorio, Roma:

È autore di 62 opere teatrali, tra cui: 
- Le Bizzarria dell'amore, libretto anonimo (Genova, Teatro San'Agostino, Carnevale 1808)
- Ero e Leandro, monodramma (Genova, Teatro San'Agostino, Carnevale 1809)
- La Forza dell'immaginazione ovvero il Battuto contento, libretto di Pietro Calvi (Genova, Teatro San'Agostino, 18 giugno 1810)
- Eloisa Werner, dramma in un atto, libretto anonimo (Firenze, Teatro della Pergola, autunno 1810)
- Il Fanatico deluso, libretto di Giuseppe Palomba (Napoli, Teatro dei Fiorentini, 1811);
- Lo Sposo agitato, libretto di Giuseppe Palomba (Napoli, Teatro dei Fiorentini, 1812);
- Amurat secondo (Roma, Teatro Argentina, febbraio 1813, con Giovanni Francesco Fasciotti)[39];
- La lavandara ossia il ritorno di maggio, libretto di Giovanni Schmidt (Napoli, Teatro del Fondo, autunno 1813; in realtà è una "parodia" da La Vestale di G. Spontini)[34]
- Radamisto e Zenobia (Napoli, 1817 ca.)
- Il dissoluto punito (Roma, 1818 ca.)
- I minatori scozzesi, dramma per musica (Napoli, Teatro Nuovo, Carnevale 1821)[40]
- Gedeone vincitore dei Madianiti, testo di Giuseppe Gangi (Acireale, 1822)
- La Donna colonnello (Napoli, Teatro del Fondo, 22 maggio 1822);
- La Caccia di Enrico IV (Napoli, Teatro del Fondo, 1822);
- Le finte amazzoni, libretto di Luigi Romanelli (Milano, Teatro alla Scala, 15 maggio 1823);
- Le nozze de' Sanniti, libretto di Giovanni Schmidt (Napoli, Teatro di San Carlo, 24 febbraio 1824 con Andrea Nozzari);
- Amina ovvero L'innocenza perseguitata (Milano, Teatro alla Scala, 16 marzo 1824);
- Berenice in Roma (Napoli, Teatro San Carlo, autunno 1824 con Andrea Nozzari);
- Il disertore, libretto di Andrea Leone Tottola (Napoli, Teatro del Fondo, 23 gennaio 1825) con Adelaide Tosi.
- Il morto in apparenza, libretto di Giuseppe Checcherini (Napoli, Teatro Nuovo, estate 1825)
- Sapienti Pauca, libretto di Luigi Ricciuti (Napoli, Teatro del Fondo, 31 dicembre 1825, con Caroline Unger)[41]
- Il finto feudatario, melodramma in 2 atti, libretto di Giuseppe Checcherini (Teatro Nuovo (Napoli), 18 maggio 1826);
- Don Anchise Campanone, commedia in 2 atti, libretto di Giovanni Battista Lorenzi (Napoli, Teatro Nuovo, estate 1826)[42]
- Un Cestellino di Fiori, libretto di Andrea Leone Tottola (Napoli, Teatro del Fondo, 6 luglio 1827, con Caroline Unger)
- L'infanzia accusatrice, libretto di Andrea Leone Tottola (Napoli, Teatro Nuovo, inverno 1828; riprese nel marzo 1830 al Teatro del Fondo[43])
- Costanza ed Oringaldo (Napoli, Teatro di San Carlo, 30 maggio 1830), in collaborazione con Lauro Rossi;
- Il Ventaglio, commedia per musica in 2 atti, libretto di Domenico Gilardoni (Napoli, Teatro Nuovo, 22 gennaio 1831) che venne rappresentato in molti teatri d'Italia e Germania;
- Il Giulio Sabino (Napoli, Teatro di San Carlo, 3 aprile 1831);
- A mezza-notte, melodramma comico, libretto di Andrea Leone Tottola (Napoli, Teatro del Fondo, estate 1831)[44]
- La vita di un giuocatore, azione melodrammatica in 3 atti, libretto di Giuseppe Checcherini (Napoli, Teatro Nuovo, 28 dicembre 1831);
- La fidanzata del parrucchiere, dramma giocoso, libretto di Andrea Passaro (Napoli, Teatro Nuovo, estate 1832)[45]
- La verdummara de puorto, commedia giocosa per musica in 1 atto (Napoli, Teatro Nuovo, 4 aprile 1832);
- Clato (Napoli, Teatro San Carlo, 25 dicembre 1832 con Giovanni David);
- Peggio il rimedio del male, commedia per musica in 2 atti, libretto di V.T. (Napoli, Teatro Nuovo, primavera 1833)[46]
- Il biglietto del lotto stornato, commedia buffa in 2 atti, libretto di Andrea Passaro (Napoli, Teatro Nuovo, estate 1833)
- I Parenti ridicoli, libretto di Giuseppe Checcherini (Napoli, Teatro Nuovo, 1º agosto 1835);
- Isabella degli Abenanti, melodramma tragico, libretto di Andrea Schmidt (Napoli, Teatro di San Carlo, 26 settembre 1836 con Giuseppina Ronzi de Begnis);
- Il Tramonto del sole, opera in due atti, parole di (pseud.) Anacarsi Macedonico (Napoli, Teatro Nuovo, primavera 1837)[47]
- Vinclinda, libretto di Giuseppe Sapio (Napoli, Teatro S. Carlo, 30 maggio 1837 con Paul Barroilhet);
- Palmetella maritata, commedia buffa in 2 atti (Napoli, Teatro del Fondo, estate 1837; quest'opera, secondo il libretto rappresenta il seguito de Il Ventaglio del 1831, di cui Palmetella è uno dei personaggi principali)[48]
- Raffaello Sanzio da Urbino, libretto di Giuseppe Checcherini (Napoli, 1838; il libretto fu soggetto a censura e non è pervenuta alcuna sua stampa)
- Il previdente disgraziato, commedia per musica in 2 atti, libretto di Andrea Passaro (Napoli, Teatro del Fondo, autunno 1838)[49]
- Il caffettiere, melodramma comico, libretto di Giuseppe Sapio (Palermo, Teatro Carolino, 1838)
- Il Trionfo delle donne (Genova, Teatro Carlo Felice, autunno 1841);
- Francesca Donato (Palermo, Teatro Carolino, 12 dicembre 1842);
- Il No, libretto anonimo (Palermo, Teatro Carolino, 1851)
- Adelasia, melodramma tragico in tre atti da rappresentarsi simultaneamente (1853, incompiuta; libretto di Luigi Scalchi).

Oratori: 
- Sette Parole di Dio punitore, oratorio latino per voci e orchestra (1805-15 ca.)
- Il trionfo di Tito (Torino, 1815 ca.)
- Il Sagrifizio di Abramo (Napoli, 1816 ca.)
- I Madianiti o La Vittoria di Gedeone (Palermo, 1819)
- L'esaltazione di Mardocheo (Napoli, 1819 ca.)
- Ciro in Babilonia (Napoli, Teatro San Carlo, 19 marzo 1820 con Isabella Colbran, Andrea Nozzari, Giovanni David e Michele Benedetti (basso)
- Ester (Acireale, 1820 - Libretto di Diego Costarelli)[50]
- Giuditta, azione tragico-sacra in 2 atti, libretto di Andrea Leone Tottola (Napoli, Teatro San Carlo, 4 marzo 1827) con Giuditta Pasta
- Rut, azione sacra, libretto di Francesco Paolo Berenga (Lanciano, 15 settembre 1833; 16 settembre 1838)
- Il Giudizio universale (1838-39) - Libretto di Onofrio Abbate.
- Mosè al Sinai (1846) per due cori e orchestra - Libretto di Onofrio Abbate.
- Giuseppe - Un lavoro articolato che comprende la trilogia: Putifar, Giuseppe e Giacobbe, scritto nel 1848 in nove mesi e tre giorni e fu eseguito le sere del 7, 8, 10, 11 e 16 agosto 1852 al teatro Argentina di Roma - Libretto di Giuseppe Sapio; su interessamento di Gioacchino Rossini fu nuovamente eseguito alla presenza di Papa Pio IX da 730 esecutori alla Sala del Cinquecento di Firenze il 20 agosto 1857.[16][51]

Cantate: 
- L'Oracolo di Delfo, testo di Saverio Scrofani (Napoli, Teatro di San Carlo, 1811 con Isabella Colbran, Andrea Nozzari e Michele Benedetti (basso)
- Ettore e Andromaca (Palermo, 1816 ca.): sulla partitura autografa è riportato "Per uso di Antonietta Verdini")
- Argia, dramma per musica in 2 atti, libretto di Giovanni Schmidt (Teatro San Carlo di Napoli, 6 luglio 1823 con Giovanni Battista Rubini e Benedetti).
- Il fausto arrivo di Giovanna d'Inghilterra a Palermo, libretto anonimo (Palermo, Teatro Carolino 1838)
- Il dono a Partenope, per soli, coro e orchestra
- La Letizia, per soli, coro e orchestra (non rappresentata; s.d.)

Balletti:
- Fetonte, in cinque atti (Napoli, Teatro San Carlo, Carnevale 1814), in collaborazione con Wenzel Robert Graf von Gallenberg
- Un'ora (Napoli, Teatro San Carlo, 12 gennaio 1820), in collaborazione con Domenico Crivelli
- Otranto liberata (Napoli, Teatro San Carlo, 4 ottobre 1820), in collaborazione con Luigi Carlini
- L'Isola della fortuna (Napoli, Teatro San Carlo, 6 luglio 1821)
- I due genj (Napoli, Teatro San Carlo, 4 ottobre 1821)
- L'orfano (Napoli, Teatro San Carlo, 19 novembre 1821)
- L'orda selvaggia (Napoli, Teatro San Carlo, primavera 1822)
- Apelle e Campaspe, o sia La generosità d'Alessandro il Grande (Napoli, Teatro San Carlo, 6 luglio 1822), in collaborazione con vari autori
- La promessa mantenuta (Napoli, Teatro San Carlo, 19 agosto 1822)
- La morte d'Ippolito (Napoli, Teatro San Carlo, 19 novembre 1822)
- Amor vendicato (Napoli, Teatro San Carlo, 19 novembre 1823), in collaborazione con Wenzel Robert Graf von Gallenberg
- I matti per forza o sia L'avarizia punita (Napoli, Teatro del Fondo, 28 gennaio 1824); Atto I di Raimondi, Atti 2-3 di Cioffi
- Il soggiorno delle muse, cantata con balli (Napoli, Teatrino de' RR. Appartamenti, maggio 1824); i balli attribuiti a Raimondi.
- Pamile (Napoli, Teatro San Carlo, 1 gennaio 1827)
- Rosmonda (Napoli, Teatro San Carlo, 4 ottobre 1830)
- Giulio Sabino (Napoli, Teatro San Carlo, primavera 1831)
- Issipile ovvero la vendetta delle donne di Lenno (Napoli, Teatro San Carlo, 12 gennaio 1832) Atti 1-3 composti da Placido Mandanici; Atti 4-5 da Raimondi
- Delitto e punizione ovvero La donna d'Istria (Napoli, Teatro San Carlo, Carnevale 1832)[52]
- Ottaviano in Egitto (Napoli, Teatro San Carlo, Pasqua 1832)
- Irene di Herstall ovvero Il tragico fine di Carlo il temerario (Napoli, Teatro San Carlo, autunno 1832)
- L'orfana di Ginevra (Bologna, Teatro Comunale, autunno 1833)
- Gonzalvo e Zilia (Napoli, Teatro San Carlo, 12 gennaio 1837), in collaborazione con Wenzel Robert Graf von Gallenberg
- Giaffar (Bologna, Teatro Comunale, 9 maggio 1837)
- Castore e Polluce (Napoli, Teatro San Carlo, 30 Maggio 1842), in collaborazione con Gioachino Rossini e Nicola Fornasini
- Merope (Napoli, Teatro San Carlo, 12 gennaio 1846). Atti 1 e 5 composti dal Conte Nicolò Gabrielli; Atti 2, 3 e 4 da Raimondi.
- Il proscritto scozzese (Torino, Teatro Nazionale, primavera 1853)

Altre composizioni; 
- 1 Sinfonia (ouverture, 1805)
- Danza delle baccanti, per orchestra (tratto da un balletto non identificato)
- Preludio Funebre, per orchestra (1844)
- Salmi da 4 a 8 voci;
- 2 Messe ad otto parti reali;
- 2 Sinfonie religiose, da eseguirsi separatamente od unite (1836);
- Vespri;
- Christe, per doppio coro e orchestra (1810)[53]
- Stabat Mater, a due voci e archi (versione in lingua italiana)
- Stabat Mater, a tre voci e orchestra, dedicata a S.M. Donna Maria Luisa Infanta di Spagna Duchessa di Lucca (1822)
- Stabat Mater, a quattro voci, coro e orchestra (1845)
- Messa di Gloria, a quattro voci e orchestra (1829)
- Messa di Santa Cecilia, per coro e orchestra (1833)
- Messa di Gloria, a quattro voci e orchestra (1835)
- Salmo 106, a una voce, coro e orchestra (1833, versione in lingua italiana)
- Credo, a tre voci, coro e orchestra
- Magnificat, a quattro voci e organo
- Magnificat, a quattro voci e orchestra
- Adoramus te Christe, a tre voci e organo (1838)
- Requiem a 4 voci e orchestra
- Gran Messa di Requiem a due Cori reali e orchestra (1844)
- Gran Messa di Gloria a due cori e due orchestre
- Domine Deus, a tre voci e orchestra
- Cum Sancto spiritu, a quattro voci e orchestra
- Libera me Domine, a quattro voci e orchestra
- Domine Jesu Christe, a quattro voci e orchestra
- Te Deum, a quattro voci e orchestra
- Dixit Dominus, per soli, coro e orchestra d'archi
- Dixit Dominus, a quattro voci e orchestra
- Dixit Dominus, a cinque voci e orchestra
- Nisi Dominus, a una voce, coro e orchestra (1847)
- Salmodia Davidica, a quattro voci (1849)
- Tu es sacerdos, 4 fughe a 16 voci
- Tu es sacerdos in aeternum, a sei cori (SATB) e sei organi
- Laudate pueri Dominum, Salmo 112, a quattro voci, due cori e orchestra (1847)
- Nisi Dominus aedificaverit, Salmo 126, a quattro voci, coro e orchestra
- Messa, a 4 voci, 2 cori e organo (1853)
- Beatus Vir Qui Timet Dominum, a 8 voci e 2 organi
- Benedixisti Domine terram tuam, mottetto a 6 voci
- Lauda Sion, a quattro voci e orchestra (ed. postumo, 1863)
- Miserere, a due cori reali e organo (1810)
- Sicut erat, a tre cori
- Tantum Ergo;
- Le tre ore d'agonia di N.S.G.C. a tre voci e cinque strumenti
- Canone Enigmatico, a quattro voci e organo
- Fughe, a quattro voci
- Due fughe in una, a quattro voci e organo (1843)
- Quattro fughe in una, a quattro voci e organo
- Cinque fughe in una, a quattro voci e organo (pubbl.1838)
- Fughe diverse, divise in tre parti, a quattro voci
- Bassi imitati e fugati: composti per uso de' suoi scolari
- Soggetti di Fughe semplici
- Nuovo genere di Scientifica composizione musicale, a quattro voci e organo (1844)

## Discografia
- Il ventaglio - Interpreti: A. Baldasserini, P. Barbacini, G. Ceccarini, C. Vozza - Dir. Bruno Rigacci - (RSI Lugano 1978 2 CD 1234,01 Al wav 4001 cda810)
- Il Giudizio universale - Interpreti: J. Omilian, D. Di Domenico, M, Camastra - Dir. Arturo Sacchetti (Ed. Bongiovanni - 2CD GB 2438/39-2)